# 賈銘
賈銘（约1269年—1374年），字文鼎，自號华山老人，海宁（今属浙江）人。
生于南宋度宗年间，元朝时曾任萬户，卒于明朝太祖年间。好饮食养生，甚有心得，朱元璋其問其平日頤養之法，賈銘對曰︰“要在慎飲食。”享年106歲。著有《飲食須知》。
- 張珣：〈中國傳統飲食觀念的社會文化分析——以（元）賈銘「飲食須知」為例 （页面存档备份，存于）〉。